# Izabo
Izabo – izraelski zespół muzyczny, grający muzykę rockową i indierockową, założony w 1989. Reprezentant Izraela w 57. Konkursie Piosenki Eurowizji (2012).

## Historia zespołu
Zespół został założony w 1989 przez Rana Szema-Towa, piosenkarza, gitarzystę oraz producenta muzycznego. W grudniu 2003 ukazał się debiutancki album formacji pt. The Fun Makers. Kilka miesięcy później zespół podpisał kontrakt muzyczny z wytwórnią Sony BMG, pod której szyldem w 2004 wydał na rynku brytyjskim epkę pt. The Morning Hero. W ramach promocji zespół wyruszył w trasę koncertową po Anglii, Szkocji i Holandii.
W lipcu 2008 muzycy wydali drugi album studyjny pt. Super Light, który promowali singlem „Slow Disco”. Na początku lutego 2012 zostali ogłoszeni reprezentantem Izraela podczas 57. Konkursu Piosenki Eurowizji w Baku. W marcu opublikowali konkursową propozycję – „Time”, z którą zajęli 13. miejsce w półfinale konkursu, nie kwalifikując się do finału. Przed udziałem w konkursie wydali epkę pt. Summer Shade i trzeci album studyjny pt. Life Is on My Side, który promowali singlami „On My Way”, „Summer Shade”, „I Like It” i „Time”.

## Dyskografia
Albumy studyjne
- The Fun Makers (2003)
- Super Light (2008)
- Life Is on My Side (2012)

Minialbumy (EP)
- The Morning Hero (2004)
- Summer Shade (2012)